# Marthe de Fels
Marthe, comtesse de Fels, princesse de Heffingen Lebaudy, est une femme de lettres française connue sous le nom de Marthe de Fels, née Marthe de Cumont le 2 décembre 1893 à Paris 16e où elle est morte le 20 janvier 1988.

## Biographie
Elle épouse l'homme politique André de Fels (1890-1980) et eut deux enfants : Christian et Hélène de Fels. Elle fut également une maîtresse notable de Saint-John Perse, de son vrai nom Alexis Leger,.
En 1964, elle remporte le prix Gustave-Le-Métais-Larivière pour Olivier de Serres. En 1969, elle obtient le prix Marie-Eugène-Simon-Henri-Martin pour Pierre Poivre ou l'Amour des épices. Elle remporte la médaille d'argent du prix Alice-Louis-Barthou pour Quatre messieurs de France en 1976.